# 岡山市立横井小学校
岡山市立横井小学校（おかやましりつ よこいしょうがっこう）は、岡山県岡山市北区にある公立小学校の一つである。

## 概要
学区は、岡山市では中ほどに位置し, 北は野谷、西は桃丘,南は平津・津島, 東は御野牧石の各学区に隣接している。 学区の中央には笹ヶ瀬川が南北に流れ, その東西の山麓では特産のマスカットや白桃が栽培されている。
　また, 学区内には国道53号線, 吉備新線, 山陽自動車道岡山インターチェンジなど幹線道路網・拠点が整備され, 岡山空港へも近く、県内外への交通の要衝となっている。
さらに, 国立病院や大型商業施設が誘致され, それに伴い新興住宅地として宅地開発が進んでいる。

## 沿革
大正3年4月に横井尋常高等小学校と改称。平成26年度は、百周年記念式典をはじめとした様々な祝賀事業が行われた。また、記念行事として学校のマスコットキャラクター「横井鳥」が誕生し、モニュメントが作成された。

## 教育目標
『よ』くまなび
　『こ』ころやさしく
　『い』きいきと

## 教育の特色
日本教育工学協会 より文部科学省後援事業の学校情報化優良校に認定されている。
実際授業でもPC等をかなり使用している。

## 主な進学校
- 岡山市立香和中学校

## 通学区域が隣接している学校
- 岡山市立野谷小学校
- 岡山市立牧石小学校
- 岡山市立御野小学校
- 岡山市立津島小学校
- 岡山市立平津小学校
- 岡山市立桃丘小学校